# Karl Friedrich Schwanitz
Karl Friedrich Schwanitz (* 28. Januar 1823 in Zillbach (Schwallungen) bei Meiningen; † 30. April 1903 in Weimar) war ein deutscher Richter und Gelehrter.

## Leben

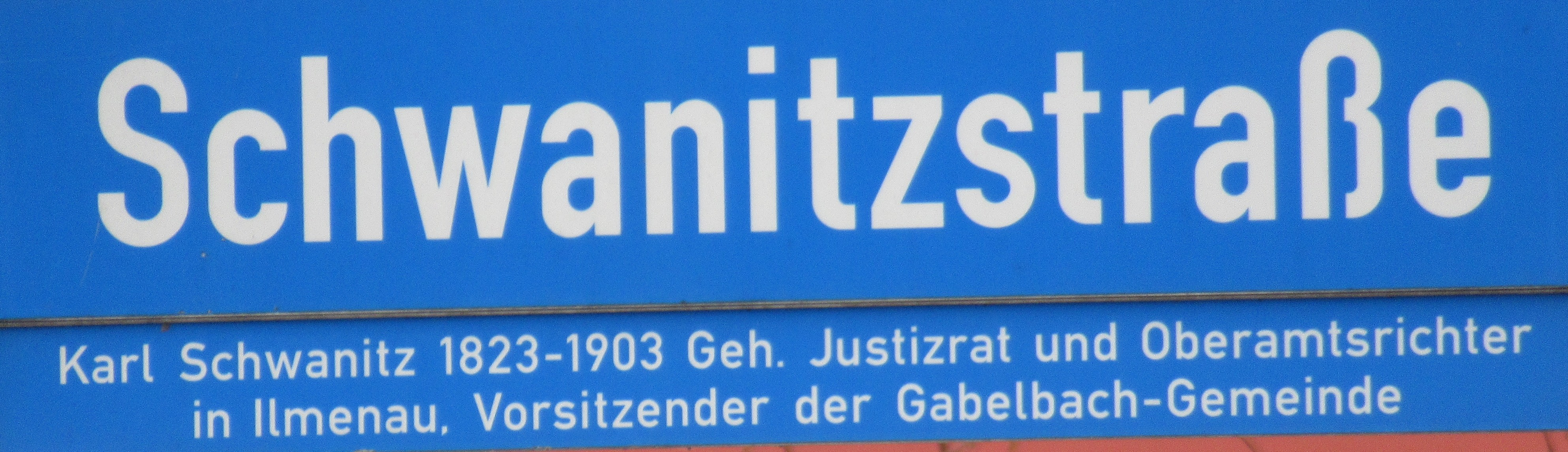
Straßenschild in Ilmenau

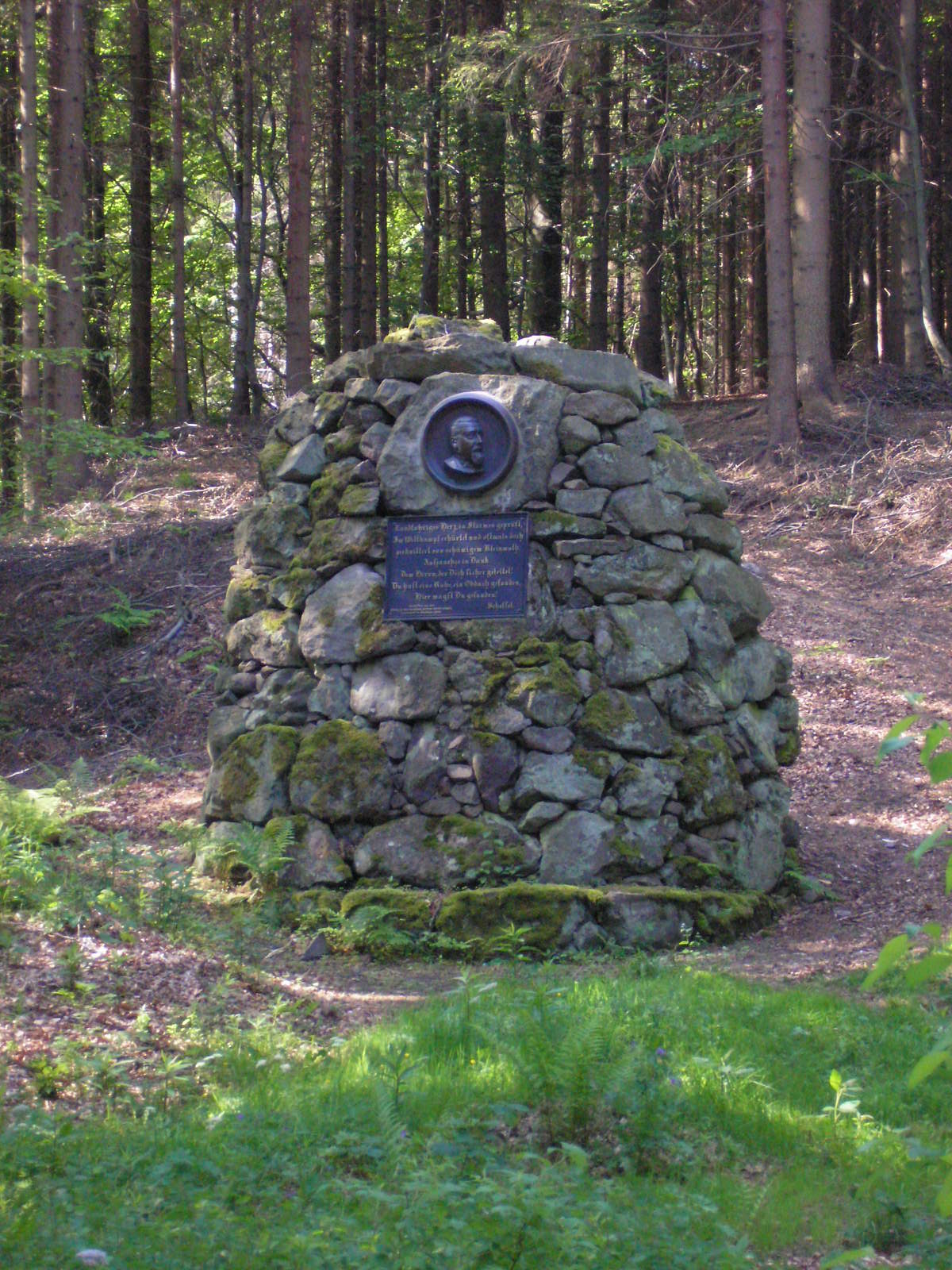
Scheffeldenkmal, errichtet im Auftrag von Schwanitz

Schwanitz wurde am 23. Januar 1823 als Sohn des großherzoglichen sachsen-weimarer Rentamtmannes Carl Christoph Schwanitz und dessen Frau Juliane Schwanitz (geb. Bach) in Zillbach bei Meiningen geboren. Über seine Mutter war Schwanitz mit der Musikerfamilie Bach verwandt. Schwanitz wuchs ab 1829 in Creuzburg und ab 1835 in Eisenach auf, wo sein Vater als Steuerkommissär tätig war. In Eisenach legte er sein Abitur ab. 
1842 nahm Schwanitz an der Friedrich-Schiller-Universität Jena das Studium der Rechtswissenschaften auf, welches er dann in Heidelberg fortsetzte. Im Wintersemester 1844/1845 begann hier seine enge Freundschaft mit dem Dichter Joseph Victor von Scheffel, die erst mit dem Tod von Scheffels im Jahre 1886 endete.
Während seines Studiums wurde er 1842 Mitglied der Burschenschaft Burgkeller Jena, 1845 der Burschenschaft Teutonia Jena und 1847 der Burschenschaft Allemannia Heidelberg.
1846 erhielt Schwanitz eine Anstellung in Eisenach. Nach Abschluss seines juristischen Vorbereitungsdienstes (als Stadtgerichts-Accetist) wurde er dort 1847 Stadtsekretär und schließlich 1852 zweiter Bürgermeister.
1859 heiratete Schwanitz in Magdala die thüringische Pfarrerstochter Luise Wilhelmine Laura Fritzsche (23. April 1837 – 3. Juli 1884). Aus der Ehe gingen 3 Kinder hervor. Joseph Victor von Scheffel übernahm 1860 die Patenschaft für den erstgeborenen Sohn Herrmann.
Von 1857 bis 1872 arbeitete Schwanitz als Amtsrichter in Apolda. Er gründete den genossenschaftlichen Vorschussverein von Apolda, den er bis 1872 auch leitete. Auf seine Initiative ging auch die  Gründung des genossenschaftlichen Konsumvereins in Apolda zurück, bei dem er Vorsitzender des Aufsichtsrats war. 
1872 ging Schwanitz nach Ilmenau, wo er Oberamtsrichter wurde und bis zu seiner Pensionierung 1899 arbeitete. Neben seiner richterlichen Tätigkeit übernahm Schwanitz Führungsfunktionen in der genossenschaftlichen Bewegung in Thüringen: Von 1874 bis 1895 war er Verbandsdirektor der Thüringischen Vorschussvereine; 1895 wurde er zu deren Ehrenpräsident ernannt. Mehrere Jahre war er Leiter der Verbandstage des von Hermann Schulze-Delitzsch gegründeten Allgemeinen Verbands der auf Selbsthilfe beruhenden Deutschen Erwerbs- und Wirtschaftsgenossenschaften. Als Mitglied einer vom Reichsjustizamt berufenen Sachverständigenkommission war er 1887 an den Beratungen zum Entwurf des neuen Genossenschaftsgesetzes beteiligt.
In Ilmenau engagierte sich Schwanitz stark im gesellschaftlichen Bereich; so verhandelte er bei Konflikten um Grundstücksverkäufe für den Bau der Bahnlinien Arnstadt–Ilmenau und Ilmenau–Großbreitenbach. Weiterhin übernahm er den Vorsitz im Verein für die Verschönerung Ilmenaus, der die Kuranlagen und Waldwege in und um die Stadt betreute. Der Verein errichtete unter anderem das Schutzhaus auf dem Schwalbenstein und das Goethehäuschen auf dem Kickelhahn. Auch in der Gabelbach-Gemeinde, einem Verein Ilmenauer Intellektueller, engagierte sich Schwanitz. 1878 holte er seinen Freund Joseph Victor von Scheffel für einen mehrwöchigen Urlaub nach Ilmenau, in dem von Scheffel als „Gemeindepoet“ ebenfalls an den Treffen der Gabelbach-Gemeinde teilnahm. Zwischen 1876 und 1885 nahm Schwanitz an insgesamt 517 Vereinstreffen teil. 1886 ließ Schwanitz zu Ehren Scheffels einen Gedenkplatz und ein Denkmal errichten. 1887 wurde er Vorsitzender der Gabelbach-Gemeinde. Im selben Jahr wurde er zum Justizrat des Großherzogtums Sachsen-Weimar-Eisenach, in dessen Landtag er saß, ernannt. 1890 erhielt Schwanitz von der Stadt Ilmenau die Ehrenbürgerwürde. 1892 folgte der Hausorden vom Weißen Falken dritter Klasse (Ritterkreuz). Schließlich wurde Schwanitz nach 50 Jahren Staatsdienst 1896 zum Geheimen Justizrat ernannt. Im selben Jahr benannte man die Ilmenauer Schulstraße in Schwanitzstraße um.
Nachdem Schwanitz 1899 pensioniert wurde, zog er nach Weimar, wo er am 30. April 1903 verstarb.